# Florence Moncorgé-Gabin
Pour les articles homonymes, voir Gabin et Moncorgé.
Florence Moncorgé-Gabin est une écrivaine, scripte, scénariste et réalisatrice de films française, née le 28 novembre 1949 à Boulogne-Billancourt. Elle est la fille aînée de l'acteur Jean Gabin et de Dominique Fournier (1918-2002), mannequin chez le couturier Lanvin. Elle est la mère de Christina Trem-Moncorgé, éleveuse de chevaux, de l'acteur Jean-Paul Moncorgé et de l'auteur-compositeur-interprète Hugo Haillet alias Barabass.

## Biographie
Elle passe son enfance à la campagne dans le domaine de La Pichonnière et à La Moncorgerie, sur les communes de Les Aspres et Bonnefoi, près de l'Aigle (Orne), en Normandie, où son père élève des bovins et des chevaux de course, quand il n'est pas sur les plateaux de cinéma. Elle hérite de son père l'amour de la campagne, mais aussi celui du cinéma.
En 1952 naît sa sœur Valérie puis, en 1955, son frère Mathias.
En 1972, elle entame une carrière de scripte dans le cinéma avec Michel Audiard dans Elle cause plus... elle flingue.
Elle enchaîne avec des classiques et de grands réalisateurs dont Claude Pinoteau, Jean-Pierre Melville, Georges Lautner, Jean Girault, Claude Lelouch, Francis Huster...
Le 19 août 1976, à la mairie de Deauville, elle épouse Christian de Asis Trem, propriétaire-éleveur de chevaux.
Jean Gabin, qui n'accepte pas ce mariage, n'y assiste pas. Il meurt le 15 novembre de la même année.
De cette union sont issus deux enfants : une fille, Christina, née en 1978, et un fils, Jean-Paul, en 1981.
D'un second mariage, en 1989, avec l'ancien champion de tennis Jean-Louis Haillet, Florence a, en 1990, un autre fils, Hugo Haillet, aujourd'hui musicien sous le pseudonyme Barabass.
En 2006, à 56 ans, elle réalise son premier long-métrage, Le Passager de l'été, dont elle a écrit le scénario, inspiré par ses souvenirs d'enfance, son vécu personnel et ses passions. Elle y donne le rôle de Paulo à son fils Jean-Paul.

### Filmographie en tant que scripte
- 1972 : Elle cause plus... elle flingue de Michel Audiard
- 1972 : Le Silencieux de Claude Pinoteau
- 1972 : Un flic de Jean-Pierre Melville
- 1973 : Les Granges Brûlées de Jean Chapot
- 1973 : La Valise de Georges Lautner
- 1974 : La Gifle de Claude Pinoteau
- 1976 : L'Année sainte de Jean Girault, avec son père Jean Gabin
- 1977 : Le Grand Escogriffe de Claude Pinoteau
- 1977 : Le mille-pattes fait des claquettes de Jean Girault
- 1978 : L'Horoscope de Jean Girault
- 1978 : Le Gendarme et les Extra-terrestres de Jean Girault
- 1980 : L'Avare de Jean Girault
- 1982 : La Boum 2 de Claude Pinoteau
- 1984 : La 7ème cible de Claude Pinoteau
- 1984 : Le Joli cœur de Francis Perrin
- 1985 : La Galette du roi de Jean-Michel Ribes
- 1986 : Un homme et une femme : vingt ans déjà de Claude Lelouch
- 1986 : On a volé Charlie Spencer de Francis Huster
- 1986 : Attention bandits de Claude Lelouch
- 1987 : De guerre lasse de Robert Enrico
- 1989 : L'Autrichienne de Pierre Granier-Deferre

### Filmographie en tant que scénariste et réalisatrice
- 1986 : Les pros, avec Jean-Paul Belmondo et Yves Saint-Martin (le Jockey), court métrage
- 1992 : L'enfant de l'univers, clip de la chanson chantée par Franck et Vincent Fernandel
- 2006 : Le Passager de l'été, avec Catherine Frot, Laura Smet et Jean-Paul Moncorgé.

### Publications
- Florence Moncorgé-Gabin, Quitte à avoir un père, autant qu'il s'appelle Gabin, Le Cherche Midi, 2003.
- Florence Moncorgé-Gabin, Gabin hors-champ, Lafon, 2006. (Album souvenir de photos inédites)

## Pour approfondir

### Pages connexes
- Jean Gabin